# Miravalles
Miravalles – wulkan w Kostaryce położony w paśmie górskim Cordillera de Guanacaste. Osiąga wysokość 2028 m n.p.m. Jedyna historyczna erupcja miała miejsce w 1946.